# Maynard (Arkansas)
Maynard is een plaats (town) in de Amerikaanse staat Arkansas, en valt bestuurlijk gezien onder Randolph County.

## Demografie
Bij de volkstelling in 2000 werd het aantal inwoners vastgesteld op 381.
In 2006 is het aantal inwoners door het United States Census Bureau geschat op 363, een daling van 18 (-4,7%).

## Geografie
Volgens het United States Census Bureau beslaat de plaats een oppervlakte van
2,9 km², geheel bestaande uit land. Maynard ligt op ongeveer 93 m boven zeeniveau.

## Plaatsen in de nabije omgeving
De onderstaande figuur toont nabijgelegen plaatsen in een straal van 24 km rond Maynard.